# Nightmare II – Die Rache
Nightmare II – Die Rache (Originaltitel: A Nightmare on Elm Street, Part 2: Freddy’s Revenge) ist ein Horrorfilm aus dem Jahre 1985 und der zweite Teil der Nightmare-Reihe. Im Gegensatz zum ersten Teil entstand er nicht unter der Regie von Wes Craven, sondern unter Leitung von Jack Sholder.

## Handlung
Fünf Jahre ist es her, seit Nancy Thompson ihren letzten Kampf gegen Freddy Krueger im unheimlichen Haus an der Elm Street gewann. Familie Walsh zieht nun hier in 1428 Elm Street ein und der 17-jährige Jesse wird sofort von schrecklichen Albträumen geplagt. Er verbündet sich mit seiner Freundin Lisa, um gemeinsam gegen das Böse zu kämpfen. Freddy ergreift immer mehr Besitz von Jesse, tötet seinen besten Freund und auch einige Pool-Party-Gäste auf Lisas Feier. Lisas Vater will Freddy erschießen, aber Lisa hält ihn davon ab. Freddy flüchtet und Lisa verfolgt ihn. Sie sagt Jesse, dass sie ihn liebt, wodurch er zu neuen Kräften kommt und schließlich den Kampf gegen Freddy gewinnt.

## Rezeption

### Kritiken
Das Lexikon des internationalen Films kritisierte, dass der Film „schamlos die Versatzstücke des Horrorfilm-Genres“ ausbeute. Auf Grund seiner „unentschiedene[n] Inszenierung“ sorge er für „unfreiwillige Komik“.
Kommentiert wird auch der vermutlich unbeabsichtigte homosexuelle Subtext in Nightmare II – Die Rache. So schreibt Robert Cherkowski auf Filmstarts.de: „Da verschmäht Jesse immer wieder die „Freundin“ Lisa, um mit Kumpel Ron rumzuhängen, schlafwandelt (!) in eine Schwulenkneipe (!!), wo er von seinem despotischen Sportlehrer aufgegabelt (!!!) wird, der wiederum später nackt, gefesselt, ausgepeitscht und massakriert endet.“ Fazit: „Beim seltsam kurzweiligen „Nightmare 2“ wird kaum ein Fettnäpfchen ausgelassen. Dennoch muss man den Filmemachern hinter Freddys zweitem Streich ihre Risikobereitschaft hoch anrechnen – ein solches Wagen und Scheitern wäre heute undenkbar.“

### Auszeichnung
Der Film erhielt bei der Saturn-Award-Verleihung 1986 eine Nominierung als bester Horrorfilm.

### Einspielergebnis
Der Film konnte im nordamerikanischen Raum rund 30 Millionen US-Dollar einspielen.

## Hintergrund
- Wenn Jesse Walsh, verkörpert von Mark Patton, sein unordentliches Jugendzimmer aufräumt, spielt er dazu eine Kassette mit dem Song Touch Me (All Night Long) von Wish & Fonda Rae von 1984 in seinem Kassettenrekorder ab, ein typischer Synthiepop-Song der 1980er Jahre. In der Szene, in der die Eltern von Lisa Webber in ihrem Schlafzimmer das Licht ausschalten und die Jugendlichen draußen am Swimmingpool die Stereo-Anlage aufdrehen, erklingt zu dieser nächtlichen Party der Song Whisper To A Scream des Duos Bobby Orlando und Claudja Barry von 1985. Am Ende des Films erklingt während des Abspanns, im Kontrast zur düsteren Stimmung der Handlung, der im Farbton helle Song Did You Ever See a Dream Walking? von 1933 in der Interpretation des Sängers Bing Crosby auch die Musik bititelt You Can't Hide (From The Beast Inside) von 1985 in der Interpretiert von der Rockband Autograph aus dem Film Die rabenschwarze Nacht – Fright Night ab 1985 war in diesem film enthalten.

- Die Altersfreigabe des Films wurde im September 2020 nach einer Neuprüfung durch die FSK von 18 auf 16 Jahre herabgesetzt.[1][6]

## Synchronisation
Die deutschsprachige Synchronisation entstand bei der Ultra-Film, München . Dialogbuch und der Dialogregie von Peter Stein. Die Rolle des Freddy Krueger wurde in diesem Film nicht mehr von Detlef Bierstedt, sondern von Franjo Marincic gesprochen.
| Rolle           | Schauspieler    | Synchronsprecher  |
| --------------- | --------------- | ----------------- |
| Jesse Walsh     | Mark Patton     | Martin Halm       |
| Lisa Webber     | Kim Myers       | Marina Köhler     |
| Ron Grady       | Robert Rusler   | Udo Wachtveitl    |
| Ken Walsh       | Clu Gulager     | Norbert Gastell   |
| Cheryl Walsh    | Hope Lange      | Ursula Mellin     |
| Angela Walsh    | Christie Clark  | Sabine Bohlmann   |
| Coach Schneider | Marshall Bell   | Leon Rainer       |
| Kerry           | Sydney Walsh    | Simone Brahmann   |
| Spike           | Jonathan Hart   | Florian Halm      |
| Mr. Webber      | Tom McFadden    | Michael Gahr      |
| Mrs. Webber     | Melinda O. Fee  | Manuela Renard    |
| Biologielehrer  | Edward Blackoff | Christoph Lindert |
| Freddy Krueger  | Robert Englund  | Franjo Marincic   |